# Dragtjärnen, Dalarna
Dragtjärnen är en sjö i Gagnefs kommun i Dalarna och ingår i Norrströms huvudavrinningsområde.